# Гамбия на летних Олимпийских играх 1984
Гамбия принимала участие в Летних Олимпийских играх 1984 года в Лос-Анджелесе (США) в первый раз за свою историю, но не завоевала ни одной медали. Сборную страны представляли 6 мужчин и 4 женщины, участвовавших в соревнованиях по лёгкой атлетике.

## Лёгкая атлетика
Спортсменов — 10
Мужчины
| Спортсмен                                                | Вид              | Забег     | Забег | Четвертьфинал | Четвертьфинал | Полуфинал | Полуфинал | Финал     | Финал     |
| Спортсмен                                                | Вид              | Результат | Место | Результат     | Место         | Результат | Место     | Результат | Место     |
| -------------------------------------------------------- | ---------------- | --------- | ----- | ------------- | ------------- | --------- | --------- | --------- | --------- |
| Умар Файе                                                | 100 м            | 10,87     | 6     | Не прошёл     | Не прошёл     | Не прошёл | Не прошёл | Не прошёл | Не прошёл |
| Умар Файе                                                | 200 м            | 21,56     | 5     | Не прошёл     | Не прошёл     | Не прошёл | Не прошёл | Не прошёл | Не прошёл |
| Бакари Джаржу                                            | 100 м            | 10,68     | 4     | Не прошёл     | Не прошёл     | Не прошёл | Не прошёл | Не прошёл | Не прошёл |
| Доуда Джаллоу                                            | 400 м            | 48,36     | 7     | Не прошёл     | Не прошёл     | Не прошёл | Не прошёл | Не прошёл | Не прошёл |
| Петер Кисей                                              | 800 м            | 1.55,35   | 7     | Не прошёл     | Не прошёл     | Не прошёл | Не прошёл | Не прошёл | Не прошёл |
| Петер Кисей                                              | 1500 м           | 3.59,14   | 7     | Не прошёл     | Не прошёл     | Не прошёл | Не прошёл | Не прошёл | Не прошёл |
| Бакари Джаржу Доуда Джаллоу Абдурахман Джаллоу Умар Файе | Эстафета 4х100 м | 40,73     | 7     | Не прошли     | Не прошли     | Не прошли | Не прошли | Не прошли | Не прошли |

Женщины
| Спортсмен                                              | Вид              | Забег     | Забег | Четвертьфинал | Четвертьфинал | Полуфинал | Полуфинал | Финал     | Финал     |
| Спортсмен                                              | Вид              | Результат | Место | Результат     | Место         | Результат | Место     | Результат | Место     |
| ------------------------------------------------------ | ---------------- | --------- | ----- | ------------- | ------------- | --------- | --------- | --------- | --------- |
| Джабу Джаво                                            | 100 м            | 12,10     | 7     | Не прошла     | Не прошла     | Не прошла | Не прошла | Не прошла | Не прошла |
| Эми Ндоу                                               | 200 м            | 25,41     | 4     | 25,24         | 8             | Не прошла | Не прошла | Не прошла | Не прошла |
| Джабу Джаво Эми Ндоу Виктория Деккер Джорджиана Фримэн | Эстафета 4х100 м | 47,18     | 6     | Не прошли     | Не прошли     | Не прошли | Не прошли | Не прошли | Не прошли |